# فناوری

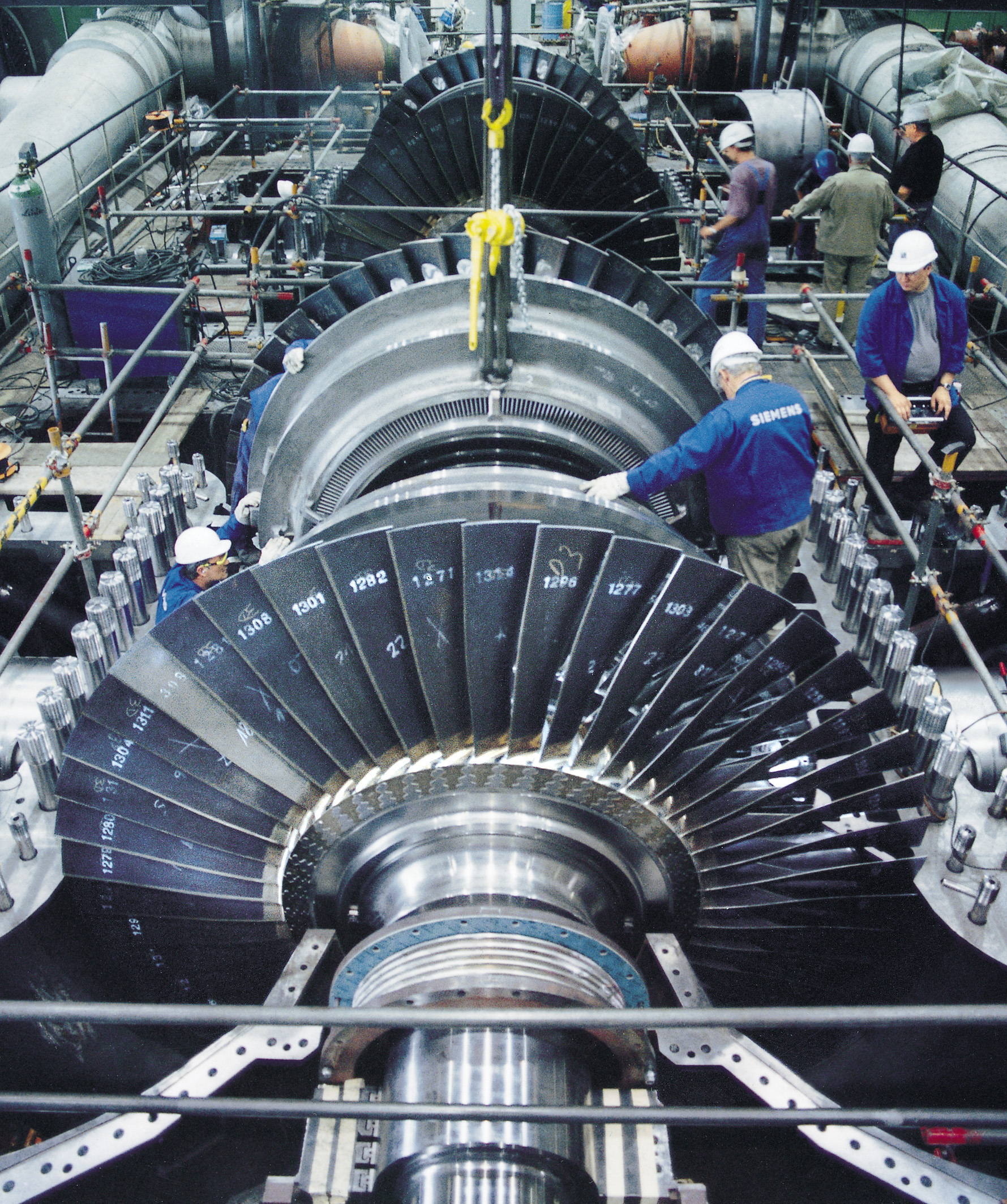
یک توربین بخار با محفظه بازشده. توربین بخار و توربین گاز، بیشتر برق موردنیاز انسان را در سراسر جهان تأمین می‌کنند. مصرف برق و استاندارد زندگی ارتباط نزدیکی با یکدیگر دارند. تصور بر این است که برق‌رسانی بزرگترین دستاورد بشر در قرن بیستم بوده‌است.

فناوری یا تِکنولوژی (به فرانسوی: Technologie) کاربرد دانش مفهومی برای دستیابی به اهداف عملی، به‌ویژه به‌روشی بازتولیدپذیر است. واژه فناوری همچنین می‌تواند به‌معنای محصولاتی باشد که از چنین تلاش‌هایی به‌دست می‌آیند، که شامل ابزارهای ملموس مانند ظروف یا ماشین‌آلات و ابزارهای ناملموس مانند نرم‌افزار می‌شود. فناوری نقش مهمی در علم، مهندسی و زندگی روزمره ایفا می‌کند.
پیشرفت فناوری منجر به تغییرات چشمگیری در جامعه شده‌است. قدیمی‌ترین فناوری شناخته‌شده، ابزار سنگی است که در دوران پیشاتاریخ به‌کار می‌رفت و پس از آن چیرگی بر آتش - که به‌نوبه خود، بنابر فرضیه آشپزی، به رشد مغز انسان و توسعه زبان در عصر یخبندان کمک کرد. اختراع چرخ در عصر برنز امکان سفر بیشتر و ایجاد ماشین‌های پیچیده‌تر را فراهم نمود. اختراعات فناورانه جدیدتر، از جمله چاپ فشاری، تلفن و اینترنت، موانع ارتباطی را کاهش داده و اقتصاد دانش‌بنیان را آغاز کرده‌اند.
اگرچه فناوری منجر به توسعه اقتصادی می‌شود و رفاه انسان را بهبود می‌بخشد، اما می‌تواند اثرات منفی مانند آلودگی و کاهش منابع نیز داشته باشد و می‌تواند باعث آسیب‌های اجتماعی مانند بیکاری فناورانه ناشی از اتوماسیون شود. در نتیجه، بحث‌های فلسفی و سیاسی در مورد نقش و کاربرد فناوری، اخلاق فناوری و راه‌های کاهش معایب آن همچنان ادامه دارد.

## ریشه‌شناسی
فناوری اصطلاحی است که قدمت آن به اوایل قرن هفدهم برمی‌گردد و به معنای «درمان نظام‌مند» است (واژه یونانی Τεχνολογία، از یونانی: τέχνη، ت. «tékhnē» به‌معنای «صنعت، هنر» و -λογία ت. «-logíā»، به‌معنای «مطالعه، دانش»). این اصطلاح پیش از واژه یونانی باستان τέχνη ت. «tékhnē» استفاده می‌شد که به‌معنای «دانش چگونگی ساختن چیزها» بود و فعالیت‌هایی مانند معماری را دربر می‌گرفت.
از قرن نوزدهم، اروپایی‌ها آغاز به به‌کارگیری اصطلاحات Technik (آلمانی) یا Technique (فرانسوی) برای اشاره به «روش انجام کار» کردند که شامل همه هنرهای فنی مانند رقص، ناوبری یا چاپ می‌شد، چه به ابزار یا وسایل نیاز داشتند و چه نداشتند.  در آن زمان، Technologie (آلمانی و فرانسوی) به رشته دانشگاهی که «روش‌های هنرها و صنایع دستی» را مطالعه می‌کرد، یا به رشته سیاسی که «قصد داشت در مورد کارکردهای هنرها و صنایع دستی قانون وضع کند» اشاره داشت. تمایزی بین Technik و Technologie در انگلیسی وجود ندارد، بنابراین هر دو به‌عنوان فناوری ترجمه می‌شدند. این اصطلاح پیش‌تر در انگلیسی رایج نبود و بیشتر به یک شاخه دانشگاهی اشاره داشت، مانند مؤسسه فناوری ماساچوست.
در قرن بیستم، در نتیجه پیشرفت علمی و انقلاب صنعتی دوم، فناوری دیگر به‌عنوان یک شاخه دانشگاهی مجزا درنظر گرفته نمی‌شد و معنای زیر را به خود گرفت: کاربرد نظام‌مند دانش برای تحقق اهداف عملی.

## تأثیر
توسعهٔ فناوری بزرگترین علت رشد اقتصادی بلندمدت است. در طول تاریخ بشر، تولید انرژی محدودیت اصلی توسعه اقتصاد بود و فناوری‌های نو به انسان‌ها اجازه دادند تا میزان انرژی موجود را به میزان چشمگیری افزایش دهند. نخست آتش به‌وجود آمد که دامنه گسترده‌تری از غذاها را قابل خوردن کرد و هضم آن‌ها را از نظر فیزیکی آسان‌تر کرد. آتش همچنین ذوب فلزات و به‌کارگیری ابزارهای قلع، مس و آهن را که برای شکار یا بازرگانی به‌کار می‌رفتند، امکان‌پذیر ساخت. سپس انقلاب کشاورزی از راه رسید: انسان‌ها دیگر نیازی به شکار یا گردآوری برای زنده‌ماندن نداشتند و آغاز به سکونت در شهرها و شهرستان‌ها کردند و جوامع پیچیده‌تری را با ارتش و اشکال سازمان‌یافته‌تر دین تشکیل دادند.
فناوری‌ها از طریق افزایش رفاه، بهبود آسایش و کیفیت زندگی و پیشرفت پزشکی به رفاه انسان کمک کرده‌اند، اما می‌توانند سلسله مراتب اجتماعی موجود را نیز مختل کنند، باعث آلودگی شوند و به افراد یا گروه‌ها آسیب برسانند.
سال‌های اخیر افزایش اهمیت فرهنگی رسانه‌های اجتماعی را به‌همراه داشته است که پیامدهای بالقوه‌ای بر دموکراسی و زندگی اقتصادی و اجتماعی دارد. در آغاز، اینترنت به‌عنوان یک «فناوری رهایی‌بخش» دیده می‌شد که دانش را دموکراتیک می‌کرد، دسترسی به آموزش را بهبود می‌بخشید و دموکراسی را ترویج می‌داد. پژوهش‌های مدرن به بررسی جنبه‌های منفی اینترنت، از جمله اطلاعات نادرست، قطبی‌سازی، نفرت‌پراکنی و تبلیغات، روی آورده‌اند.
از دهه ۱۹۷۰، تأثیر فناوری بر محیط‌زیست مورد انتقاد قرار گرفته‌است و سبب افزایش سرمایه‌گذاری در انرژی خورشیدی، بادی و دیگر اشکال انرژی پاک شده‌است.

## ارتباط با علم و مهندسی
مهندسی، فرآیندی است که طی آن فناوری توسعه می‌یابد. این فرآیند اغلب نیازمند حل مسئله تحت محدودیت‌های سختگیرانه است. توسعه فناوری «عمل‌محور» است، درحالی‌که دانش علمی اساساً توضیحی است. فیلسوف لهستانی، هنریک اسکولیموفسکی، آن را این‌گونه بیان کرد: «علم به آنچه هست می‌پردازد، فناوری به آنچه قرار است باشد».
جهت علیت میان کشف علمی و نوآوری فناورانه توسط دانشمندان، فیلسوفان و سیاست‌گذاران مورد بحث قرار گرفته‌است. از آنجا که نوآوری اغلب در لبه دانش علمی انجام می‌شود، بیشتر فناوری‌ها از دانش علمی مشتق نمی‌شوند، بلکه از مهندسی، دستکاری و شانس ناشی می‌شوند.  به‌عنوان مثال، در دهه‌های ۱۹۴۰ و ۱۹۵۰، زمانی که دانش احتراق آشفته یا دینامیک سیالات هنوز خام بود، موتورهای جت از طریق «به‌کار انداختن دستگاه تا نابودی، تجزیه و تحلیل آنچه می‌شکند [...] و تکرار این فرآیند» اختراع شدند. توضیحات علمی اغلب به‌جای اینکه مقدم بر پیشرفت‌های فناوری باشند، از آن‌ها پیروی می‌کنند. بسیاری از اکتشافات نیز از شانس محض ناشی شده‌اند، مانند کشف پنی‌سیلین در نتیجه آلودگی تصادفی آزمایشگاه. از دهه ۱۹۶۰، این فرض که بودجه دولتی پژوهش‌های پایه سبب کشف فناوری‌های قابل‌فروش می‌شود، اعتبار خود را از دست داده‌است. نسیم طالب، دانشمند احتمالات، استدلال می‌کند که برنامه‌های پژوهشی ملی که مفاهیم یافتن تصادفی و تحدب را از طریق آزمون و خطای مکرر پیاده‌سازی می‌کنند، بیشتر از پژوهش‌هایی که هدفشان دستیابی به نتایج خاص است، به نوآوری‌های مفید منجر می‌شوند.
با وجود این، فناوری مدرن به‌طور فزاینده‌ای به دانش علمی عمیق و خاص هر حوزه وابسته است. در سال ۱۹۷۵، به‌طور متوسط در هر سه اختراع ثبت‌شده در ایالات متحده، یک استناد به ادبیات علمی وجود داشت؛ تا سال ۱۹۸۹، این میزان به‌طور متوسط به یک استناد به‌ازای هر اختراع افزایش یافت. این میانگین به‌دلیل ثبت اختراعات مرتبط با صنعت داروسازی، شیمی و الکترونیک، به‌سمت بالا متمایل شده‌است. یک تحلیل در سال ۲۰۲۱ نشان می‌دهد که اختراعات مبتنی بر اکتشافات علمی به‌طور متوسط ۲۶٪ ارزشمندتر از اختراعات معادل غیرعلمی هستند.

## فناوری‌های نوپدید

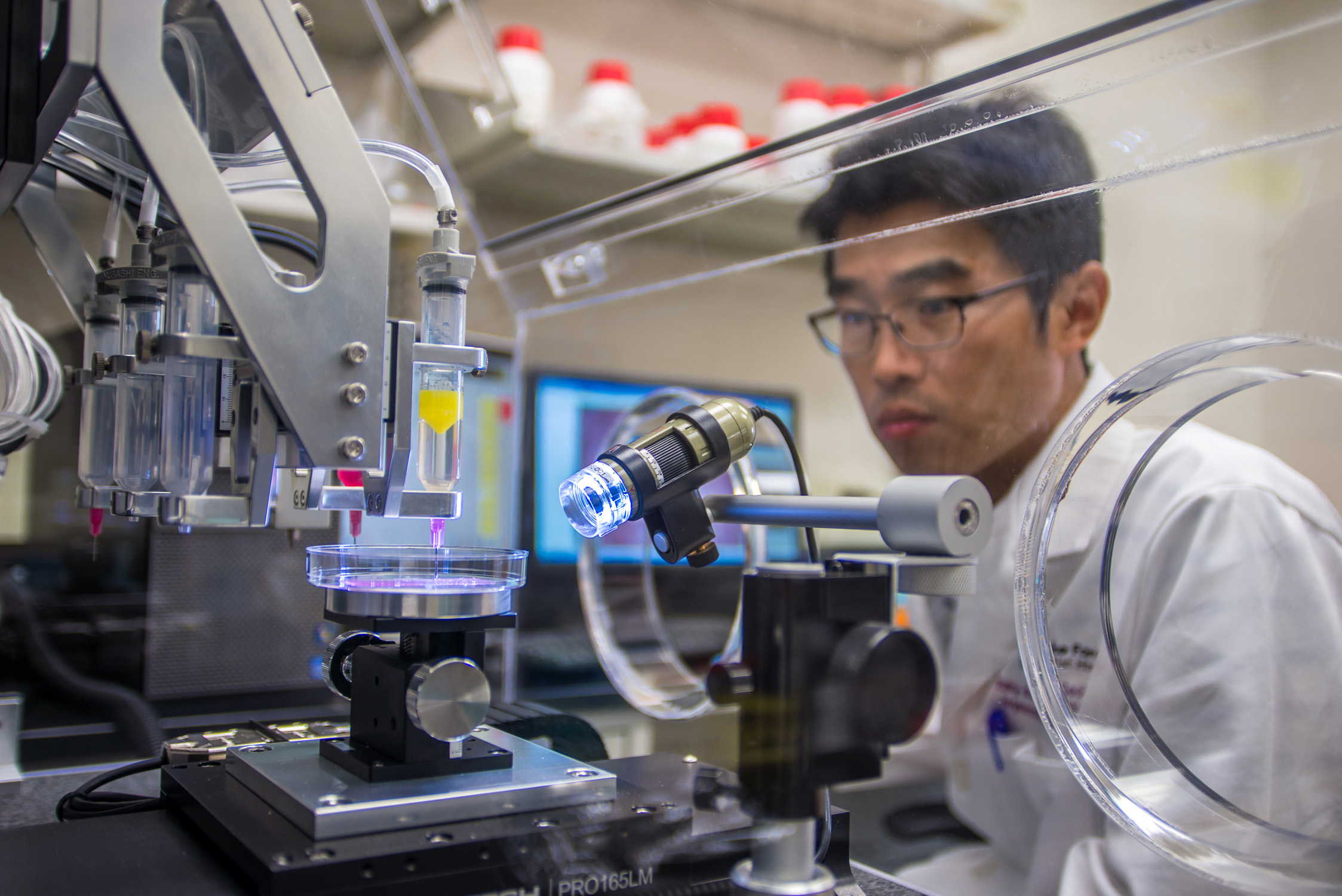
چاپ سه‌بعدی بافت عضله در آزمایشگاه

فناوری‌های نوپدید، فناوری‌های جدیدی هستند که توسعه یا کاربردهای عملی آن‌ها هنوز تا حد بسیاری محقق نشده‌است. این فناوری‌ها شامل نانوفناوری، زیست‌فناوری، رباتیک، چاپ سه‌بعدی و بلاک‌چین می‌شوند.
در سال ۲۰۰۵، ری کرزویل، آینده‌پژوه، ادعا کرد که انقلاب فناوری آینده بر پیشرفت در ژنتیک، نانوفناوری و رباتیک استوار خواهد بود و رباتیک تأثیرگذارترین فناوری از میان این سه فناوری است. مهندسی ژنتیک از طریق فرآیندی به نام فرگشت جهت‌دار، کنترل بسیار بیشتری بر طبیعت زیستی انسان خواهد داشت. برخی از اندیشمندان باور دارند که این امر ممکن است حس خودشناسی ما را از میان ببرد و خواستار بحث عمومی دوباره برای بررسی دقیق‌تر این موضوع شده‌اند؛ برخی دیگر نگرانند که فرگشت جهت‌دار می‌تواند منجر به اصلاح‌نژاد یا نابرابری شدید اجتماعی شود. نانوفناوری به ما توانایی دستکاری ماده "در مقیاس مولکولی و اتمی" را می‌دهد، که می‌تواند به ما اجازه دهد خود و محیط خود را به روش‌های اساسی تغییرشکل دهیم. نانوربات‌ها می‌توانند در بدن انسان برای از میان بردن سلول‌های سرطانی یا تشکیل اعضای جدید بدن به‌کار روند و مرز میان زیست‌شناسی و فناوری را محو کنند. ربات‌های خودمختار پیشرفت تندی داشته‌اند و انتظار می‌رود در بسیاری از کارهای خطرناک، از جمله امداد و نجات، خنثی‌سازی بمب، آتش‌نشانی و جنگ، جایگزین انسان‌ها شوند.
تخمین‌ها در مورد ظهور هوش جامع مصنوعی متفاوت است، اما نیمی از متخصصان یادگیری ماشین که در سال ۲۰۱۸ مورد تحقیق قرار گرفتند، باور دارند که هوش مصنوعی تا سال ۲۰۶۳ "هر کاری را بهتر و ارزان‌تر" از انسان‌ها انجام خواهد داد و تا سال ۲۱۴۰ همه مشاغل انسانی را خودکار خواهد کرد. این بیکاری فناورانه مورد انتظار، منجر به درخواست‌هایی برای تأکید بیشتر بر آموزش علوم رایانه و بحث‌هایی در مورد درآمد پایه همگانی شده‌است. کارشناسان علوم سیاسی پیش‌بینی می‌کنند که این امر می‌تواند سبب افزایش افراط‌گرایی شود، درحالی‌که برخی دیگر آن را فرصتی برای ورود به اقتصاد پساکمیابی می‌دانند.